# 3 Batalion Pancerny

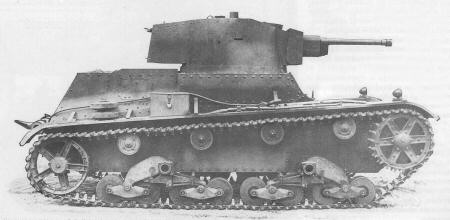
7TP - czołg podstawowy batalionu

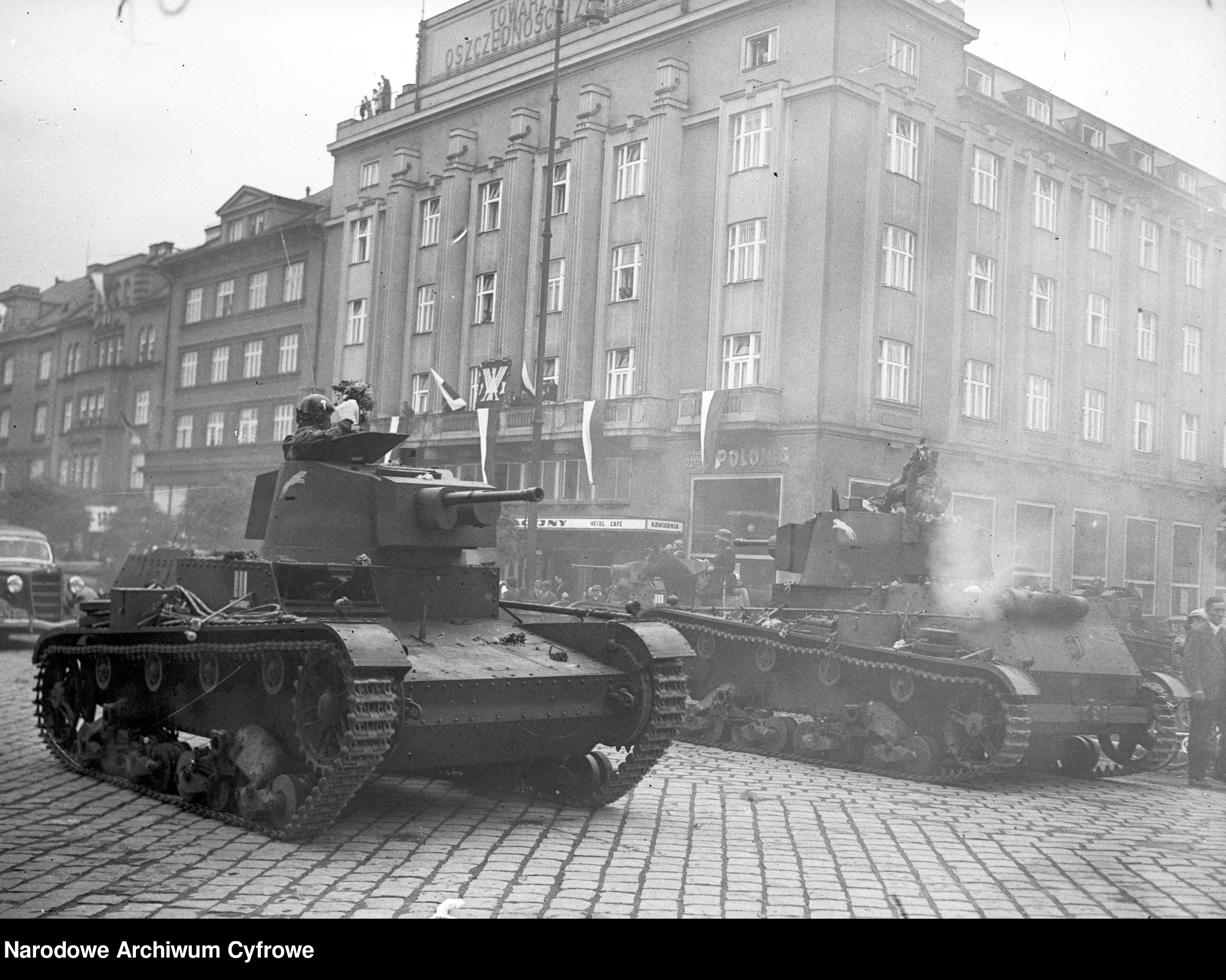
Czołgi 7TP batalionu w Czeskim Cieszynie podczas zajmowania Zaolzia; październik 1938.

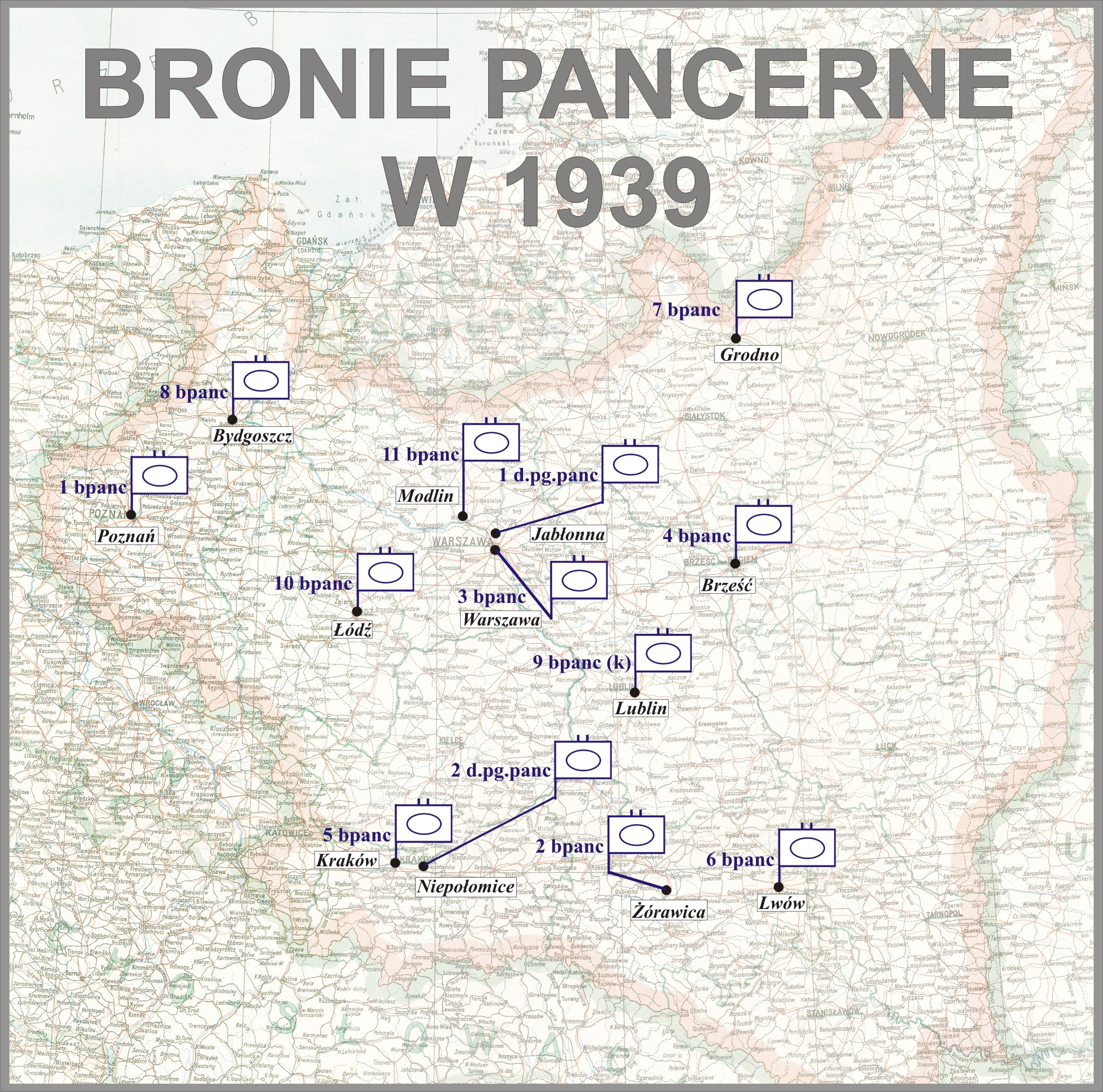
Bronie Pancerne Wojska Polskiego w 1939 przed wybuchem II wojny światowej

3 Batalion Pancerny (3 bpanc) – oddział broni pancernych Wojska Polskiego w II Rzeczypospolitej, Polskich Sił Zbrojnych i Armii Krajowej.
W II Rzeczypospolitej batalion był jednostką wojskową istniejącą w okresie pokoju i spełniająca zadania mobilizacyjne wobec oddziałów i pododdziałów broni pancernej.  Spełniał również zadania organizacyjne i szkoleniowe. Stacjonował w Warszawie. W 1939, po zmobilizowaniu jednostek przewidzianych planem mobilizacyjnym, został rozwiązany.

## Formowanie i zmiany organizacyjne
W 1933, w garnizonie Warszawa, sformowany został 3 batalion czołgów i samochodów pancernych. Batalion powstał z połączenia 1 dywizjonu samochodowego z 1 batalionem 3 pułku pancernego, który przeniesiony został z Twierdzy Modlin do Warszawy. Dowództwo batalionu miesiło się początkowo przy ul. Górczewskiej 44a, a następnie przeniesione zostało na Marymont, gdzie zajęło obiekty po Szkole Gazowej. Na ulicy Górczewskiej pozostały Warsztaty, natomiast część pododdziałów stacjonowała w Forcie Wola. 26 lutego 1935 jednostka przemianowana została na 3 batalion pancerny. Należał do typu III.
Jesienią 1938 czołgi 3 Batalionu Pancernego użyto do zajęcia Zaolzia. W składzie Samodzielnej Grupy Operacyjnej „Śląsk” znalazł się batalion czołgów lekkich wystawiony przez 3 Batalion Pancerny liczący dwie kompanie wyposażone w 32 maszyny 7TP. Była to pierwsza operacja wojskowa, w której użyto tych maszyn.
15 lipca 1939 na ewidencji batalionu znajdowało się 56 czołgów 7TP, w tym 7 dwuwieżowych oraz 213 samochodów ciężarowych, 31 samochodów specjalnych, 20 samochodów osobowych, 4 ciągniki, 12 przyczep i 102 motocykle.
W 1939 batalion stacjonował w Warszawie

## Mobilizacja 1939
3 bpanc był jednostką mobilizującą. W sierpniu 1939, w mobilizacji alarmowej, w grupie jednostek oznaczonych kolorem czarnym, wystawił:
- batalion czołgów lekkich nr 1 (7 TP)
- kolumnę samochodów osobowych nr 11
- kolumnę samochodów sanitarnych typ I nr 101 (Fiat 621)
- kolumnę samochodów ciężarowych typ I nr 151 (Fiat 621)
- kolumnę samochodów ciężarowych typ I nr 152 (Ursus)
- kolumnę samochodów ciężarowych typ II nr 153 (Berliet) – dowódca por. Jerzy Laskowski
- kolumnę samochodów ciężarowych typ II nr 154 - dowódca por. rez. Ignacy Jabłoński
- kolumnę samochodów ciężarowych typ II nr 155
- polową rozlewnię MPS nr 11

w I rzucie mobilizacji powszechnej
- kolumnę samochodów osobowych Kwatery Głównej NW
- kolumnę samochodów osobowych M.S.Wojsk.
- kolumnę samochodów osobowych nr 12
- kolumnę samochodów osobowych i Sanitarnych w Kraju nr 1
- kolumnę samochodów ciężarowych w Kraju nr 11
- kolumnę samochodów sanitarnych PCK typ I nr 102 (Fiat 614) dowódca: kpt. Stanisław Marczewski.
- kolumnę samochodów ciężarowych typ II nr 156
- czołówka reperacyjna nr 11[c]

w II rzucie mobilizacji powszechnej
- park stały broni pancernych nr 11[4][d]
- Ośrodek Zapasowy Broni Pancernych typ I nr 1 w Warszawie

Wymienione wyżej pododdziały przydzielone zostały dowódcom broni pancernych i szefom służby zdrowia poszczególnych związków operacyjnych, a pozostające na obszarze kraju - szefowi służby samochodowej Okręgu Korpusu Nr I.

## 3 batalion pancerny w Polskich Siłach Zbrojnych na Zachodzie i Armii Krajowej
Na początku 1940 w Cairanne we Francji, w składzie Centrum Wyszkolenia Broni Pancernych, zorganizowany został zalążek 3 batalionu pancernego pod dowództwem kpt. Mariana Warpechowskiego. 20 maja zalążek batalionu wszedł w skład Zgrupowania Pancernego pod dowództwem ppłk. dypl. Antoniego Korczyńskiego. Na bazie liczącego cztery bataliony czołgów Zgrupowania Pancernego miała być sformowana brygada czołgów lekkiej dywizji zmechanizowanej. W trzeciej dekadzie maja uzyskano zgodę władz francuskich na organizację Brygady Lekkiej Mechanicznej, wkrótce przemianowanej na 10 Brygadę Kawalerii Pancernej. W skład brygady weszły 1 i 2 bataliony czołgów, które utworzyły pułk czołgów. Zawiązki 3 i 4 batalionu pozostały na południu Francji w składzie Oddziałów Pancerno-Motorowych pod dowództwem gen. bryg. Bronisława Regulskiego. Jednostka nie wzięła udziału w kampanii francuskiej 1940, lecz przegrupowana została nad wybrzeże Atlantyku. 24 czerwca w porcie Saint-Jean-de-Luz została zaokrętowana na MS „Batory” i tego samego dnia ewakuowana do Wielkiej Brytanii.

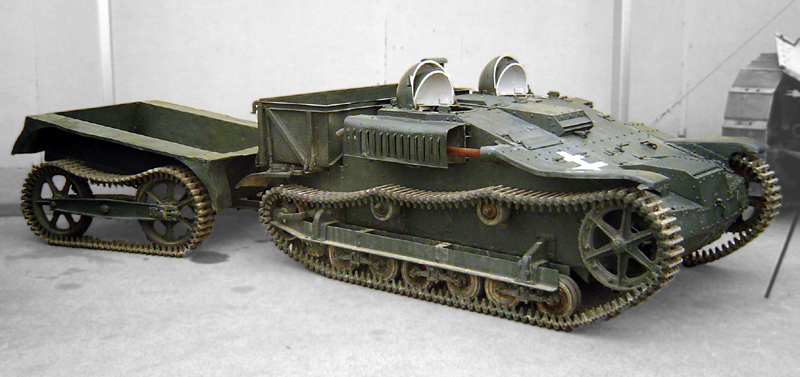
Renault UE

Na początku sierpnia 1941 w Alyth, w hrabstwie Perthshire (Szkocja), w składzie 1 pułku czołgów, sformowana została kadra III batalionu czołgów. Podstawę dla formowania kadry batalionu stanowił rozkaz Naczelnego Wodza z 27 czerwca 1941, natomiast bazę szwadron czołgów wyłączony ze składu 1 dywizjonu rozpoznawczego. Szwadron był pododdziałem czołgów jedynie z nazwy, gdyż na jego wyposażeniu znajdowały się jedynie transportery opancerzone Renault UE. Zgodnie z etatem kadra liczyć miała 33 oficerów i 109 podoficerów. Rozwinięcie kadry w batalion nastąpić miało po wcieleniu ochotników z Ameryki Południowej.
20 września 1941 1 pułku czołgów przeformowany został w 16 Brygadę Czołgów, a kadra III batalionu czołgów przemianowana na 67 batalion czołgów. 15 stycznia 1942 na ewidencji batalionu znajdowało się 34 oficerów i 587 szeregowców.
13 sierpnia 1942 16 Brygada Czołgów przeformowana została w 16 Brygadę Pancerną, a 67 batalion czołgów w 3 pułk pancerny.
Jesienią 1941 w okupowanej Warszawie byli żołnierze służby stałej i rezerwy 3 batalionu pancernego zorganizowali w konspiracji oddział broni pancernej, który otrzymał nazwę VI Zgrupowania III Rejonu I Obwodu Śródmieście. Batalion walczył w powstaniu warszawskim. 20 września 1944 włączony został w skład 72 pułku piechoty AK.

## Żołnierze batalionu
Dowódcy
- mjr dypl. Marian Strażyc (19 XII 1933 – 6 VI 1934)
- ppłk Rudolf Kostecki (7 VI – 21 XII 1934)
- ppłk Eugeniusz Wyrwiński (22 XII 1934 – IX 1935)
- ppłk dypl. Karol Hodała (IX 1935 – IX 1937)
- ppłk Andrzej Meyer (IX 1937 – 1939)
- mjr Julian Głowacki[5] (1939)

dowódcy w PSZ
- kpt. Marian Warpechowski (1940)
- kpt. Marian Żebrowski (1941)
- mjr Bolesław Sokołowski
- mjr Bronisław Brągiel p.o. (do 20 IX 1942)
- mjr Stefan Golędzinowski ps. „Golski” (1942–1944)

Organizacja i obsada personalna w 1939
Obsada personalna batalionu w marcu 1939:
| Stanowisko                          | Stopień, imię i nazwisko               |
| ----------------------------------- | -------------------------------------- |
| dowódca batalionu                   | ppłk br. panc. Andrzej Meyer           |
| I zastępca dowódcy                  | mjr dypl. kaw. Witold I Stankiewicz    |
| II zastępca dowódcy                 | mjr Aleksander Józef Książek           |
| adiutant                            | kpt. Wacław Mech                       |
| lekarz medycyny                     | por. lek. Jerzy Kossakowski            |
| kwatermistrz                        | kpt. Stanisław Chruścielewski          |
| oficer mobilizacyjny                | mjr żand. Władysław Segda              |
| I zastępca oficera mobilizacyjnego  | kpt. Antoni Henryk Krzyżanowski        |
| II zastępca oficera mobilizacyjnego | kpt. Stanisław Antoniak                |
| oficer administracyjno-materiałowy  | chor. Julian Szczęśniewski             |
| oficer gospodarczy                  | por. int. Eugeniusz Dobrzyński         |
| dowódca kompanii gospodarczej       | kpt. Ireneusz Eugeniusz Berg           |
| dowódca plutonu przewozowego OK I   | chor. Leon Bando                       |
| dowódca plutonu łączności           | kpt. Aleksander Głowacki               |
| dowódca kompanii szkolnej           | kpt. Stanisław Konstanty Grąbczewski   |
| instruktor                          | por. Jan I Filipowski                  |
| instruktor                          | por. Bolesław Pałys                    |
| instruktor                          | por. Czesław Rusiecki                  |
| dowódca kompanii pancernej          | kpt. Marian Górski                     |
| dowódca plutonu                     | por. Józef Jakubowicz                  |
| dowódca plutonu                     | por. Józef Tadeusz Jaroński            |
| dowódca plutonu                     | por. Zygfryd Zawalski                  |
| dowódca kompanii czołgów            | kpt. Antoni Wacław Sikorski            |
| dowódca plutonu                     | kpt. Stefan Leon Kossobudzki           |
| dowódca kompanii motorowej          | kpt. Roman Jan Gilewski                |
| instruktor                          | por. Józef Kazimierz Radzymiński       |
| instruktor                          | por. Bazyli Romanow                    |
| dowódca kolumny samochodowej        | kpt. Kazimierz Rosen-Zawadzki          |
| komendant parku                     | kpt Hipolit. Ciągliński                |
| kierownik warsztatów                | kpt. Henryk Kazimierski                |
| zastępca kierownika                 | kpt. Antoni Iwanicki                   |
| kierownik składnicy                 | kpt. Henryk Drabikowski                |
| odkomenderowany                     | kpt. Filip Szlamiński                  |
| na kursie                           | por. piech. Czesław Antoni Chruściel   |
| na kursie                           | por. piech. Onufry Błażej Czwojdziński |
| na kursie                           | por. kaw. Robert Kraskowski            |
| na kursie                           | por. piech. Władysław Sempoliński      |

### Żołnierze 3 batalionu pancernego – ofiary zbrodni katyńskiej
Biogramy zamordowanych znajdują się na stronie internetowej Muzeum Katyńskiego
| Nazwisko i imię          | stopień              | zawód                | miejsce pracy przed mobilizacją | zamordowany |
| ------------------------ | -------------------- | -------------------- | ------------------------------- | ----------- |
| Adamczyk Stefan          | porucznik rezerwy    | handlowiec           | pracował w Warszawie            | Katyń       |
| Kęsicki Władysław        | porucznik rezerwy    | urzędnik             | Bank Dyskontowy SA w Warszawie  | Katyń       |
| Banaszewski Wacław       | podporucznik rezerwy | przedsiębiorca       |                                 | Katyń       |
| Bańkowski Czesław        | porucznik rezerwy    | inżynier chemik      | Gazownia Miejska w Warszawie    | Katyń       |
| Chróścielewski Stanisław | kapitan              | żołnierz zawodowy    |                                 | Katyń       |
| Sternal Kazimierz        | podporucznik rezerwy |                      | Biuro Badań Broni Panc.         | Katyń       |
| Kossakowski Jerzy        | porucznik rezerwy    | lekarz               | praktyka w Warszawie            | Charków     |
| Stankiewicz Witold I     | mjr dypl. kaw.       | oficer służby stałej |                                 | Charków     |
| Meyer Andrzej            | podpułkownik         | żołnierz zawodowy    |                                 | ULK         |

## Symbole batalionu
Sztandar

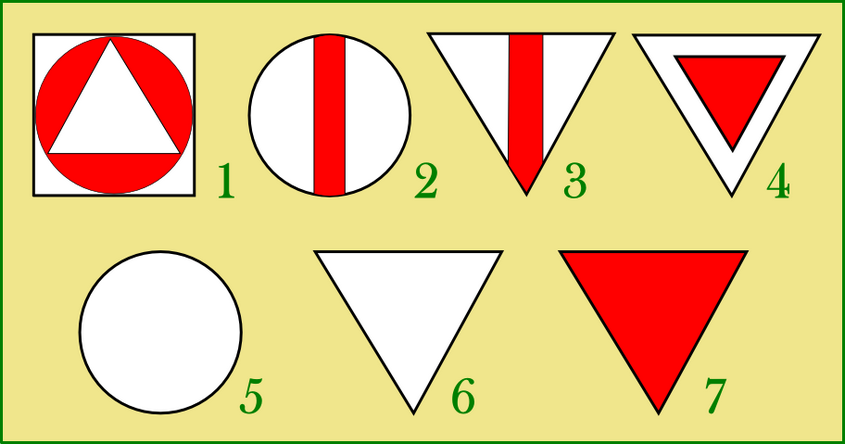
Znaki taktyczne malowane na czołgach lekkich i rozpoznawczych

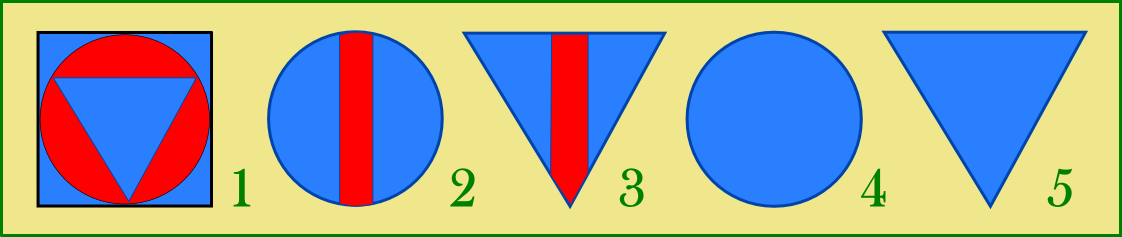
Znaki taktyczne malowane na pojazdach pancernych

Zarządzeniem Prezydenta Rzeczypospolitej Polskiej z 25 marca 1938 nadano batalionowi sztandar. Jak wszystkie sztandary broni pancernych, posiadał on ujednoliconą prawą stronę płatu. Zamiast numeru oddziału, na białych tarczach między ramionami krzyża kawaleryjskiego występował Znak Pancerny. Znak ten umieszczony był również na przedniej ściance podstawy orła.
Na lewej stronie płatu sztandaru umieszczono:
- w prawym górnym rogu – wizerunek Matki Boskiej Częstochowskiej
- w lewym górnym rogu – wizerunek św. Michała
- w prawym dolnym rogu – godło Warszawy
- w lewym dolnym rogu – odznaka honorowa 3 batalionu pancernego

Uroczyste wręczenie sztandaru odbyło się 26 maja 1938 na Polu Mokotowskim w Warszawie. Sztandar wręczył reprezentujący Prezydenta RP i Naczelnego Wodza – minister Spraw Wojskowych gen. dyw. Tadeusz Kasprzycki.
W 1939, przed przekroczeniem granicy rumuńskiej, sztandar spalono.
Odznaka pamiątkowa
Wzór odznaki zatwierdzony został Dz.Rozk.MSWoj. nr 16 poz. 192 z 14 grudnia 1937. Stanowił ją srebrny krzyż maltański pokryty czarną emalią. Pośrodku sylwetką czołgu na pomarańczowym tle otoczona kołem zębatym, wymiary 41,5 x 41,5 mm.
Do odznaki był dołączany specjalny dyplom. U góry pod napisem 3. BATALION PANCERNY, w części centralnej, widniała miniaturka odznaki, a po jej prawej stronie jej kolejny numer. Poniżej znajdował się czarno-czerwony napis: DYPLOM NA PRAWO NOSZENIA ODZnakI PAMIĄTKOWE) 3. BATALIONU PANCERNEGO, stopień oraz nazwisko i imię żołnierza. Niżej było miejsce na datą i podpis dowódcy batalionu, który nadawał odznaką przed odejściem żołnierza do cywila lub w dniu święta pułkowego.
Brak jest danych o autorze projektu odznaki. Odznaki wykonywane były wersjach: oficerskiej – emaliowanej i żołnierskiej – srebrzonej, bez emalii. Spotykane są również odznaki z emaliowanym na czarno krzyżem, lecz bez pomarańczowego tła.
Znaki taktyczne na czołgach
Czołgi batalionu posiadały specjalne oznakowanie. To okrąg z sylwetką żubra. Kompanie posiadały swoje kolory: biały, żółty i błękitny. Plutonu w kompanii oznaczano dodatkowo jedną, dwiema lub trzema pionowymi kreskami, które u dowódców połączone były u dołu poziomym pasem.